# 冬がはじまるよ
「冬がはじまるよ」（ふゆがはじまるよ）は、1991年11月10日に発売された槇原敬之4枚目のシングル。発売元はWEA MUSIC（後にワーナーミュージック・ジャパンに併合）。

## 解説
1991年度と2008年度のサッポロビール「冬物語」CMソング（1991年モデルは夏川結衣）。
シングル初回盤は4面パノラマジャケット仕様。それまで槇原本人の写真はジャケットに登場していなかったが、本作裏ジャケットで、初めて小さく槇原本人の写真が写っている。
C/W曲「勝利の笑顔」は、アルバム未収録曲。
オリコンによる累計売上枚数は76.2万枚。
2009年12月2日放送「第38回FNS歌謡祭」で、嵐と槇原がデュエットで本楽曲を歌っている。嵐が1番、槇原は間奏後にステージに立ち2番から嵐と共に歌唱。
2010年、ベスト・アルバム『Noriyuki Makihara 20th Anniversary Best LOVE』で再録音。
2011年11月から2012年2月にかけ「冬物語」の350ml缶または500ml缶（6缶入）購入者対象に「冬がはじまるよ 2012」CDミニアルバム抽選500名プレゼントキャンペーンが開催された。

## 収録曲
全作詞・作曲・編曲：槇原敬之
1. 冬がはじまるよ
2. 勝利の笑顔

## カバー

### Every Little Thing
Every Little Thingが2007年10月31日に発売された33rdシングル『恋をしている/冬がはじまるよ feat.槇原敬之』にてカバーした。コーラスで槇原が参加。

### 竹内のぞみ
2007年12月5日にはグラビアアイドルの竹内のぞみがカバー（品番：CYCF-00034）。本人いわく、小学校の頃にクラスで歌った記憶があったとのこと。

#### 収録曲
1. 冬がはじまるよ
2. SWEET GOOD-BYE～ホワイトラブレター～
3. 冬がはじまるよ（カラオケ）
4. SWEET GOOD-BYE～ホワイトラブレター～（カラオケ）

### 美吉田月
美吉田月が2008年12月10日に発売されたアルバム『LOVE GIFT～pure flavor extra～』にてカバーした。

### Water
Waterが2011年12月14日に発売されたアルバム『Water Covers』にてカバーした。

### 竹内電気
竹内電気が2010年11月20日に発売されたアルバム『冬物語』にてカバーした。

### 城南海
城南海が2017年11月22日に発売されたアルバム『ユキマチヅキ』にてカバーした。

### FlowBack
FlowBackが2019年12月25日に発売されたアルバム『WINTER TRIP』にてカバーした。